# Citidindifosfato

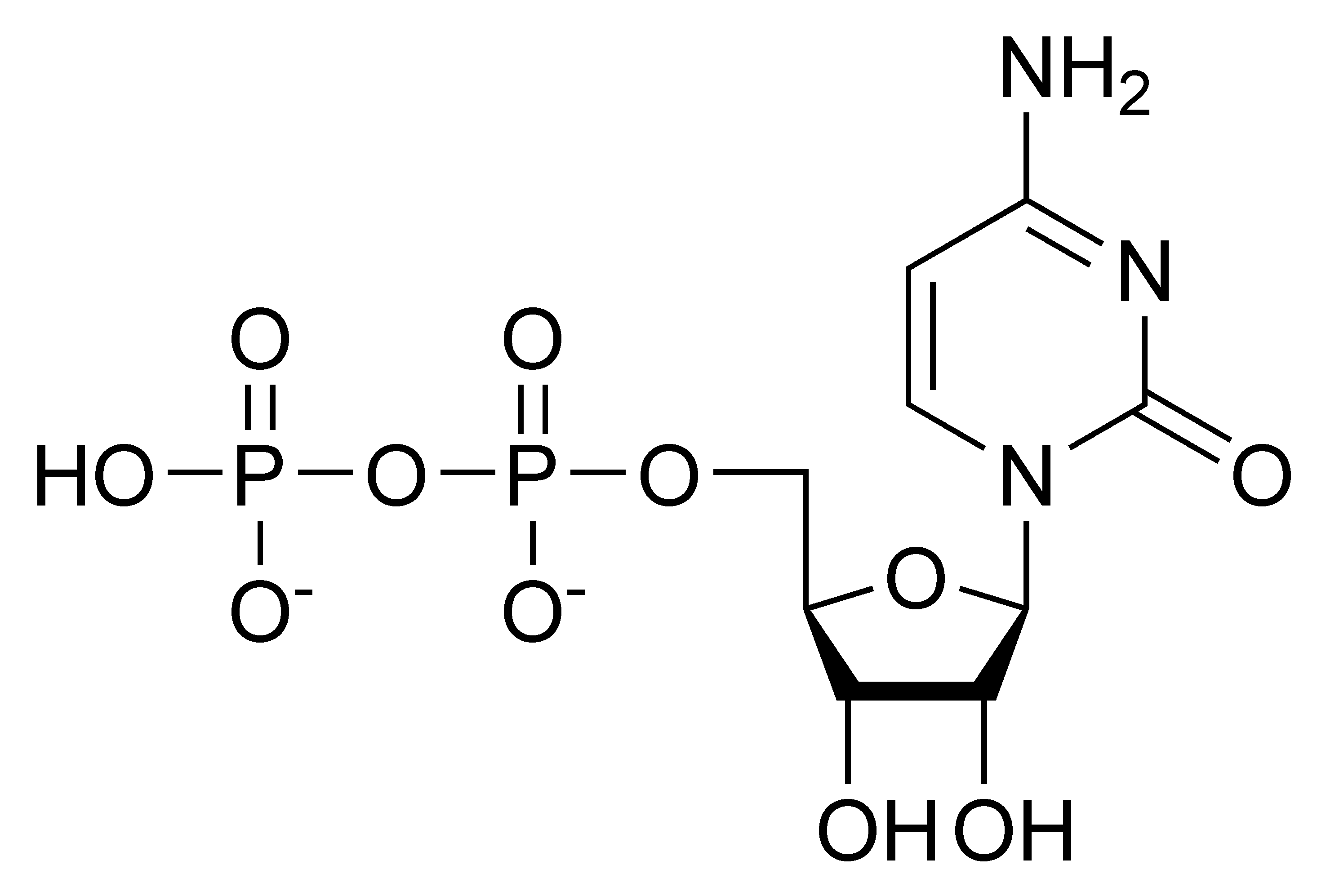
Struttura chimica del citosindifosfato deprotonato.

Il citidindifosfato, comunemente abbreviato come CDP, è un nucleotide.
Chimicamente è un estere dell'acido pirofosforico con il nucleoside citidina.
Il CDP consiste di un gruppo pirofosfato, di uno zucchero pentoso (il ribosio) e della base azotata citosina.
Nella biosintesi dei fosfolipidi il CDP partecipa cedendo un gruppo fosfato e si trasforma in CMP.